# إيدا كوفاتش
إيدا كوفاتش (بالمجرية: Kovács Ida)‏ هي منافسة ألعاب القوى مجرية، ولدت في 5 سبتمبر 1975 في فيسبرم في المجر.

## وصلات خارجية
- إيدا كوفاتش على موقع الاتحاد الدولي لألعاب القوى (الإنجليزية)
- إيدا كوفاتش على موقع أوليمبيديا (الإنجليزية)
- إيدا كوفاتش على موقع اللجنة الأولمبية المجرية (الهنغارية)